# Роздольна (Міжріченський район)
Роздо́льна (рос. Раздольная) — присілок у складі Міжріченського району Вологодської області, Росія. Входить до складу Сухонського сільського поселення.

## Населення
Населення — 1 особа (2010; 3 у 2002).
Національний склад (станом на 2002 рік):
- росіяни — 100 %